# Socioekonomická geografie

Hustota zalidnění (obyvatel/km²) podle států, 2007:

Socioekonomická geografie je označení pro podobor geografie v post-komunistických zemích (rusky: социально-экономическая география). V anglosaském světě známá jako humánní geografie (anglicky: human geography), v německy mluvících zemích jako antropogeografie (německy: Anthropogeographie), někdy též kulturní geografie. V českém prostředí je postupně označována termínem sociální geografie.
Zabývá se studiem aktivit lidské společnosti v územním průmětu a studiem vzájemné interakce společnosti s přírodním prostředím. Věnuje se systematickému zkoumání vzorců a procesů, které tyto interakce utváří. Obzvláště klade důraz na zkoumání příčin a důsledků rozmístění lidských aktivit na zemském povrchu, které studuje sociální, kulturní, politickou a ekonomickou perspektivou.
Socioekonomická geografie se nezabývá přímo přírodní složkou krajinné sféry, ale přesto ji ve svém výzkumu zohledňuje s předpokladem, že není možné hodnotit socioekonomickou sféru bez přihlédnutí k přírodnímu prostředí, v němž lidská činnost probíhá.

## Zaměření
Podle Otakara Čerby ze Západočeské univerzity se socioekonomická geografie věnuje pěti základním druhům problémů. Jde o:
1. Antropologické problémy, které se především týkají člověka samotného, např. populační vývoj.
2. Sociální problémy, které se zaměřují především na interakci člověka a společnosti, např. osídlení, rozmístění volebních obvodů.
3. Ekonomické problémy, např. lokalizační problémy průmyslu, zemědělství, služeb, cestovního ruchu atp.
4. Komunikační problémy, např. dopravní obslužnost.
5. Komplexní problémy, které studují determinaci člověka prostředím a naopak, např. problémy trvale udržitelného rozvoje, ochrany životního prostředí, konflikt Severu a Jihu, globalizace.

## Disciplíny
Mezi hlavní disciplíny socioekonomické geografie patří:
- Geografie cestovního ruchu

Studuje cestovní ruch jako průmysl a společensko-kulturní aktivitu. Zabývá se obecnými zákonitostmi, lokalizací cestovního ruchu, vlivem cestovního ruchu na životní prostředí atd.
- Ekonomická geografie

Zabývá se lokalizací, distribucí a prostorovou organizací ekonomických aktivit. Zkoumá problémy jako jsou lokalizace průmyslu, zemědělství či služeb. Zabývá se také dopravou, světovým obchodem či prostorovou organizací obchodních aktivit.
- Historická geografie

Studuje proměny geografického prostoru v čase. Stojí na pomezí geografie a historie, případně archeologie osídlení.
- Geografie obyvatelstva

Zkoumá základní znaky a zákonitosti vývoje velikosti, rozmístění, složení (struktury) a dynamiky obyvatelstva a migrace.
- Politická geografie

„Analyzuje politické fenomény (jevy) v prostorovém kontextu“. Zkoumá, jak moc modeluje prostor a jak geografické faktory ovlivňují míru a podobu politické moci. Na rozdíl od geopolitiky pracuje na více analytických úrovních (od globální až k jedinci).
- Geografie rozvoje

Se zabývá geografií v souvislosti s ekonomickým (hlavně regionálními) rozvojem, strukturálními změnami v jednotlivém regioně. Úzce souvisí s ekonomickou geografií. Studuje zejména rozdělení zdrojů, spotřebu, demografii, kvalitu půdy, topografii, podnebí a přírodní katastrofy.
- Geografie sídel

Se zabývá studiem historie městského osídlení, vývojem měst, prostorovou strukturou měst či problémy měst. Studuje rovněž polohu měst, jejich funkce, hierarchii (urbánní a sídelní systém).
- Geografie zdraví

Je aplikací geografických informací, perspektiv a metod na studium zdraví, nemocí a zdravotnictví.
- Geonika

Sleduje dopady činností člověka a jím vyvolaných aktivit na přírodní prostředí a interakci přírodního a antropogenního prostředí.
- Globalistika

Zkoumá základní otázky existence a vývoje světové společnosti jako celku. Studuje např. zachování světového míru a otázky odzbrojení, ekologickou problematiku, využívání přírodního bohatství, otázky populace a zabezpečení obyvatelstva potravinami, problém energie ap.
- Regionalistika

Zabývá se studiem prostorových jevů, procesů a vztahů.
- Teritoriální studia (angl. area studies)

Analyzují a vysvětlují vnitřní struktury různě velkých i různě pojatých teritorií formou různě kombinovaných vnitřních tematických průřezů, postihujících dynamiku teritoria v různě rozsáhlém časovém rozmezí.
- Správní geografie

Se zabývá administrativním členěním a veřejnou správou.
- Regionální rozvoj a územní rozvoj

Jsou aplikované disciplíny, využívající výsledky vědeckých výzkumů pro tvorbu a plnění strategií rozvoje konkrétních oblastí.
Existují však i další disciplíny socioekonomické geografie.

## Filosofické přístupy
V rámci každé geografické disciplíny existují různé filosofické přístupy, které mohou být použity při výzkumu. Geograf specializující se na geografii sídel tak může být feministický nebo marxistický geograf atd.
Mezi tyto přístupy patří:
- Behaviorální geografie
- Kritická geografie
- Feministická geografie
- Marxistická geografie
- Poststrukturalistická geografie
- Psychoanalytická geografie

## Metody výzkumu
Sociální geografie je metodologicky rozmanitá. Využívá kvantitativních i kvalitativních metod. Oproti fyzické geografii využívá sociální také kvalitativní výzkumné metody, které jsou více vhodné pro studium nehmotných a abstraktních vzorců lidských aktivit.
Příklady používaných metod:
- Pozorování – předpokládá přípravu a zjištění si základních informací o subjektu zkoumání.
- Rozhovor – vyžaduje přípravu tazatele. Výhodou je možnost dovysvětlit otázku v případě nepochopení ze strany respondenta.
- Dotazníkové šetření – kladem je možnost zeptat se hodně lidí na mnoho věcí, negativem je nízká návratnost.
- Statistická metoda – Zahrnuje statistické operace a výsledky; porovnává období a oblasti.
- Srovnávací metoda – Porovnává srovnatelné ukazatele (HDP na obyvatele/rok, HDI apod.).
- Historická metoda – zkoumá, kde se co nacházelo.
- Morfologické analýza – zkoumá členění geografických objektů v prostoru (např. poloha sídel).
- Interpretace leteckých snímků.
- Modelování – na základě originálu se vytvoří model, na němž se následně zkoumají vlastnosti originálu.
- Terénní výzkum – vyžaduje výzkumníka spojeného s krajinou.
- Případová studie.